# Apologie de la viande
Apologie de la viande est le premier roman de l'écrivain français Régis Clinquart, originellement publié en 1999 aux éditions du Rocher et réédité chez Stéphane Million éditeur en octobre 2012.

## L'histoire
Racontée à la première personne, Apologie de la viande évoque l'histoire décousue des trois années qui suivent la rupture du narrateur avec la femme aimée. On n'en connaîtra jamais ni les raisons ni les circonstances. Hanté par l'absence de cette femme - absence qu'il ne peut accepter -, le narrateur va entraîner femmes et amis dans sa déchéance avec une complaisance dont il n'est pas dupe. Constamment tiraillé entre refus et revendication d'une douleur qu'il regarde comme le seul vestige tangible de son bonheur, le narrateur entreprend d'écrire sa douleur tandis que la distinction réel/imaginaire va tendre à s'estomper. L'écriture du premier roman devient elle-même sujet du roman, dans une mise en abîme des rapports lecteur / auteur / fiction / autobiographie, narrateur / écrivain, prétention / autodénigrement, banalité / création. Personnages, intrigue, réalité et chronologie sont malmenés au profit d'un monologue intérieur narcissique, morbide, redondant, contradictoire, sauvage et parfois lyrique.